# Єреміївка (футбольний клуб)
Футбольний клуб «Єреміївка» — український аматорський футбольний клуб з однойменного села Роздільнянського району Одеської області, заснований у 1980 році. Виступає у Чемпіонаті та Кубку Одеської області. Домашні матчі приймає на Сільському стадіоні.

## Досягнення
- Чемпіонат Одеської області
  - Чемпіон: 2014, 2015
  - Срібний призер: 2008, 2010, 2011
  - Бронзовий призер: 2007, 2009, 2016, 2017
- Кубок Одеської області
  - Володар: 2007, 2010, 2011
  - Фіналіст: 2009, 2015
- Суперкубок Одеської області
  - Володар: 2010
  - Фіналіст: 2011, 2016.